# Сагварамио
Сагварамио (груз. საგვარამიო) — село в Грузии, на территории Сенакского муниципалитета края (мхаре) Самегрело-Верхняя Сванетия.

## География
Село находится в западной части Грузии, на левом берегу реки Циви (правый приток реки Риони), на расстоянии приблизительно 0,5 километра (по прямой) к юго-западу от города Сенаки, административного центра муниципалитета. Абсолютная высота — 16 метров над уровнем моря.

## Население
По результатам официальной переписи населения 2014 года в Сагварамио проживал 481 человек (233 мужчины и 248 женщин). В национальной структуре населения грузины составляли 99,8 %.
| Год  | Население, человек |
| ---- | ------------------ |
| 2002 | 605                |
| 2014 | ↘ 481              |